# Adam Gajewski (1902–1984)
Adam Gajewski (ur. 1902, zm. 19 listopada 1984 w Sanoku) – żołnierz Wojska Polskiego II RP i Polskich Sił Zbrojnych.

## Życiorys

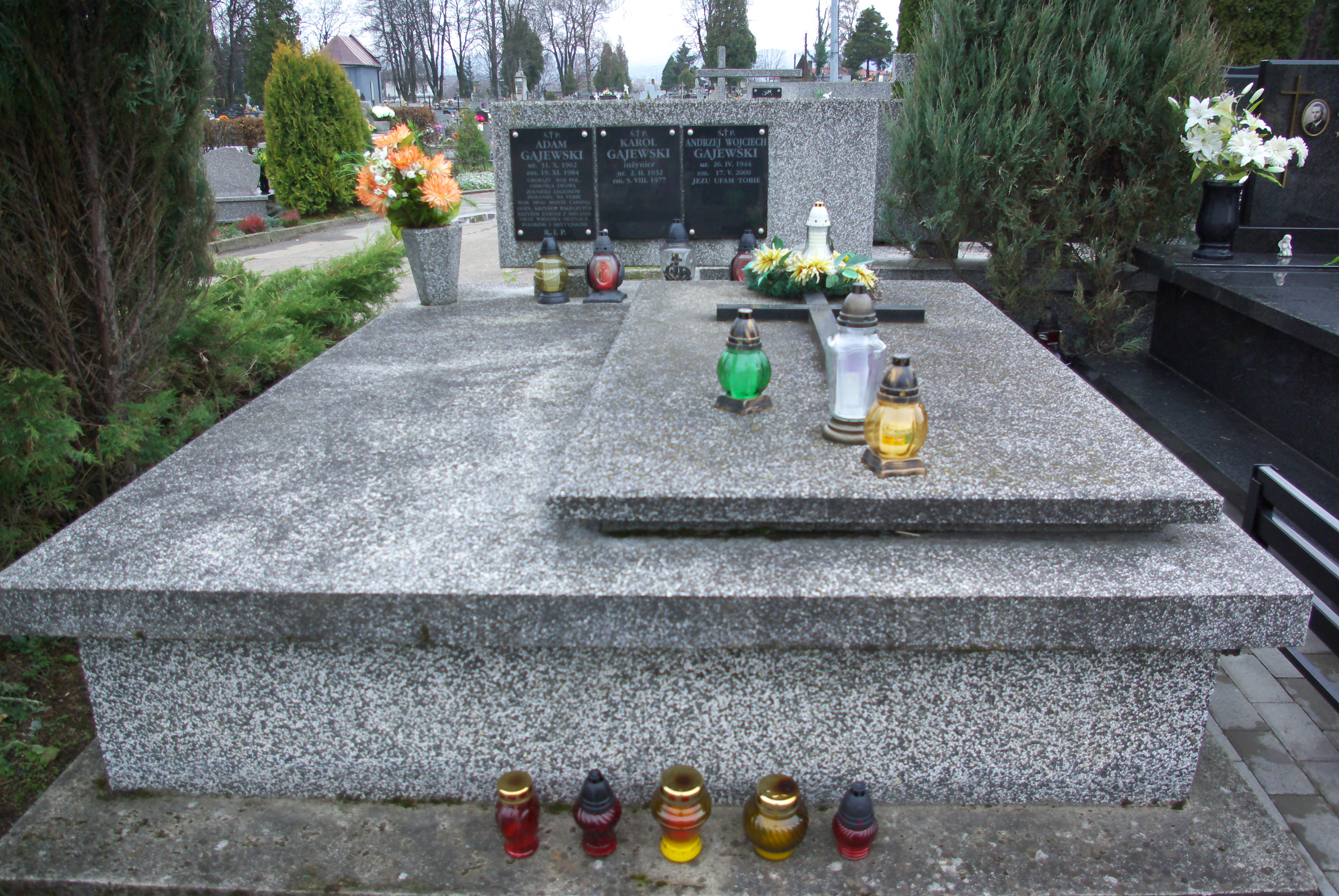
Grobowiec Adama Gajewskiego

Urodził się 30 września, 30 października lub 31 października 1902. Był synem Tadeusza i Władysławy z domu Pruszyńskiej.
U schyłku I wojny światowej został ochotnikiem w szeregach 3 batalionu Strzelców Sanockich. Brał udział w obronie Lwowa w trakcie wojny polsko-ukraińskiej.
Po wybuchu II wojny światowej brał udział w kampanii wrześniowej. Po agresji ZSRR na Polskę z 17 września 1939 został aresztowany przez Sowietów i wywieziony do ZSRR. Na mocy układu Sikorski-Majski z 30 lipca 1941 odzyskał wolność. Przeszedł z Półwyspu Kolskiego i Workutę do bazy w Buzułuku, po czym wstąpił do formowanej Armii Polskiej w ZSRR gen. Władysława Andersa. Wraz z 2 Korpusem Polskim przebył szlak przez Bliski Wschód aż do Włoch. Brał udział w kampanii włoskiej. Był chorążym 13 Wileńskiego batalionu strzelców w strukturze 5 Wileńskiej Brygady Piechoty w składzie 5 Wileńskiej Dywizji Piechoty. Uczestniczył w bitwie o Monte Cassino.
Po zakończeniu wojny powrócił do Polski i osiedlił się w Sanoku. Był zatrudniony w Górnictwie Naftowym i Gazowniczym, pracował w kopalni gazu ziemnego w Wielopolu. Należał do koła ZBoWiD w Sanoku.
Zmarł 19 listopada 1984 w Sanoku. Został pochowany w grobowcu rodzinnym na Cmentarzu Centralnym w Sanoku.
W 1930 jego żoną została Stefania Maria (ur. 1909, córka Karola Baranowicza, rzemieślnika i przedsiębiorcy sanockiego, zm. 1988), wraz z którą w 1981 obchodził Złote Gody Małżeńskie. Miał syna Karola (1932-1977). Wnukiem Adama Gajewskiego jest Grzegorz Gajewski.

## Odznaczenia i medale
- Krzyż Kawalerski Orderu Odrodzenia Polski (1982)[14][15][7]
- Krzyż Walecznych (za walki pod Monte Cassino)
- Krzyż Zasługi z Mieczami